# Пхетчабурі (провінція)
Пхетчабурі (тай. เพชรบุรี) — провінція на півдні центральної частини Таїланду.
Адміністративним центром є місто Пхетчабурі.

## Географічне положення
Провінція лежить у північній частині півострова Малакка, в 170 км на північний захід від столиці Таїланду — Бангкоку. Територія провінції багата ландшафтами: на сході це узбережжя Сіамської затоки, на заході — хребет Білау, утворює природний кордон з М'янмою.
Тут же розташований найбільший національний парк Таїланду Кенг Крачан, що займає близько половини території провінції — 3000 км². Це переважно вологі тропічні ліси в горах уздовж державного кордону Таїланду з М'янмою. Крім того, тут же знаходиться водосховище Кенг Крачан.
Головна річка провінції — Пхетчабурі, друга значима річка — Пранбурі.
Клімат — тропічний мусонний.
Король Монгкут (Рама IV) збудував неподалік від міста Пхетчабурі палац Кхао Ванг, який є сьогодні частиною історичного парку Пхра-Накхон-Кхірі (Phra Nakhon Khiri).

## Культура
- Свято Пра Накхон Кхірі (Phra Nakhon Khiri, งานพระนครคีรี) — у кінці лютого протягом п'яти днів. У програмі: костюмовані ходи, різноманітні виставки, презентації кулінарів і багато іншого.
- Фестиваль тайської пісні Дам (ประเพณีไทยทรงดำ) — щорічний фестиваль, що проходить 18 квітня

Провінція славиться своїми солодощами, виготовленими на основі тростинного цукру, а також фруктами.